# Ulytau
Ulytau (kaz. Ұлытау, Ułytau, dosł. „wielka góra”) – folk rockowe trio z Kazachstanu. W swojej twórczości łączy dźwięki skrzypiec, gitary elektrycznej oraz tradycyjnego instrumentu kazachskiego – dumbry.

## Dyskografia
- Jumyr-Kylysh (2006) (kaz. Жұмыр-Қылыш, Żumyr-Kyłysz)
- Цугцванг (2010)
- Новый день (2011)

## Członkowie zespołu[2][1]
Obecni
- Jerżan Älymbetow – dombra
- Maksim Kiczygin – gitara
- Ałua Makanowa – skrzypce

Sesyjni
- Roman Adonin – keyboard
- Oleg Tarnowski – gitara
- Serik Sansyzbajew – gitara basowa
- Rafael Arsłanow – bębny